# Europeiska miljöbyrån
Europeiska miljöbyrån (European Environment Agency, EEA) är en byrå inom Europeiska unionen (EU) med säte i Köpenhamn. Den inrättades i slutet av 1993.